# Sparkasse Mecklenburg-Nordwest

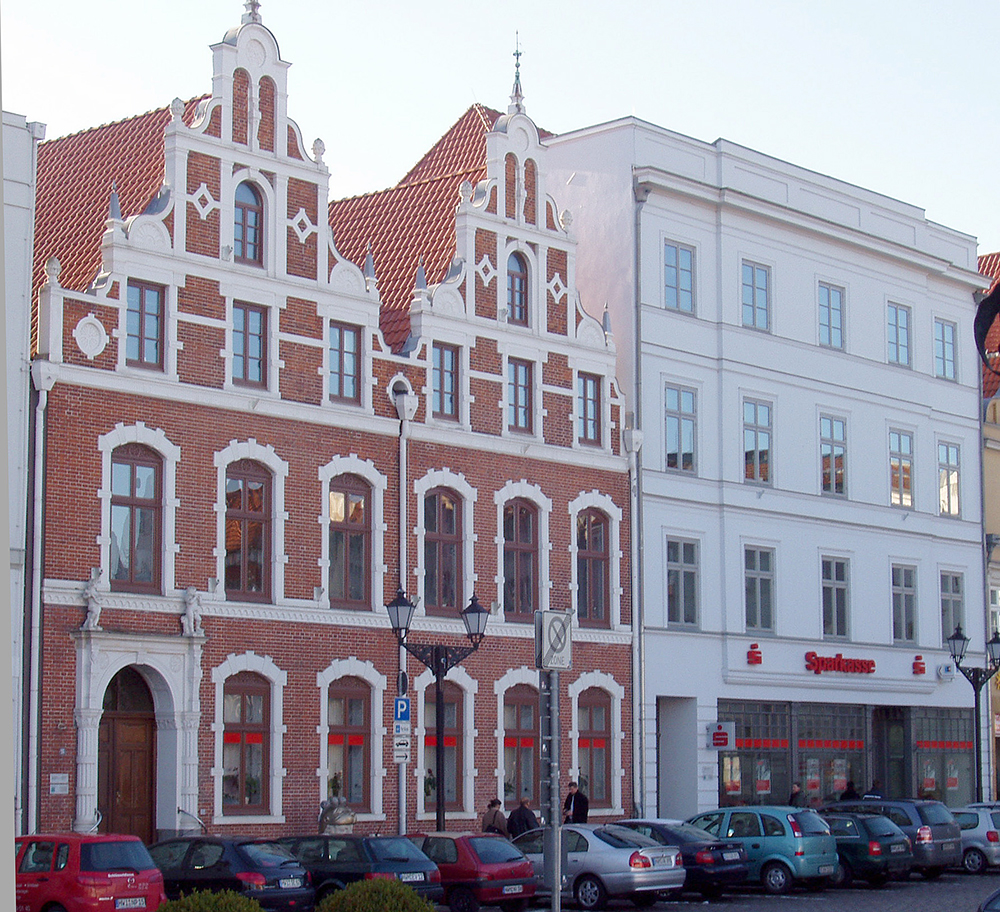
(Haupt-)Sparkassenfiliale NWM in Wismar (Am Markt)

Die Sparkasse Mecklenburg-Nordwest ist eine im Bereich des Landkreises Nordwestmecklenburg tätige Sparkasse mit Sitz in der Hansestadt Wismar. Die Sparkasse feiert im Jahr 2024 den 200. Geburtstag.

## Organisationsstruktur
Die Sparkasse Mecklenburg-Nordwest ist eine Anstalt des öffentlichen Rechts. Rechtsgrundlagen sind das Sparkassengesetz und die durch den Verwaltungsrat der Sparkassen erlassene Satzung. Organe der Sparkasse Mecklenburg-Nordwest sind der Vorstand und der Verwaltungsrat.
Träger der Sparkasse ist der Sparkassenzweckverband für die Sparkasse Mecklenburg-Nordwest. Mitglieder des Zweckverbandes sind der Landkreis Nordwestmecklenburg und die Hansestadt Wismar.

## Geschäftszahlen
Die Sparkasse Mecklenburg-Nordwest wies im Geschäftsjahr 2023 eine Bilanzsumme von 1,793 Mrd. Euro aus und verfügte über Kundeneinlagen von 1,581 Mrd. Euro. Gemäß der Sparkassenrangliste 2023 liegt sie nach Bilanzsumme auf Rang 253. Sie unterhält 20 Filialen/Selbstbedienungsstandorte und beschäftigt 240 Mitarbeiter.

### Ehemalige Persönlichkeiten
- Birgit Hesse, Verwaltungsratsvorsitzende bis 13. Januar 2014
- Erhard Bräunig, Verwaltungsratsvorsitzender bis 18. September 2008
- Rosemarie Wilcken, Verwaltungsratsmitglied bis 30. Juli 2010

## Geschichte
Die Ersparniß-Anstalt zu Wismar wurde am 23. Juni 1824 als erste kommunale Sparkasse in Mecklenburg gegründet. Ungefähr zehn Jahre danach wurde in Rehna am 11. April 1834 eine weitere Sparkasse in gegründet. Im Jahr 1877 kam es zu einer großherzöglichen Genehmigung für eine Sparkasse in Neukloster. Erst am 5. November 1886 beschloss das Magistrat der Stadt Grevesmühlen nach heftigem Widerstand die Gründung einer Ersparnißanstalt. Am 1. Oktober 1910 wurde die „Landessparkasse für das Fürstentum Ratzeburg zu Schönberg“ gegründet für die Ortschaft Schönberg und das Ratzeburger Land. Am 1. Juli 1918 wurde in der Region Nordwestmecklenburg die letzte Sparkasse in Gadebusch gegründet.
Nach zehn Jahren und einem Monat bezog die Sparkasse in Gadebusch ihre neue Geschäftsstelle, die mittlerweile durch neue Räumlichkeiten in Gadebusch abgelöst wurde. Nach dem Zweiten Weltkrieg mussten die Sparkassen ihre Tätigkeiten fürs Erste einstellen, konnte diese allerdings bereits am 22. Mai 1945 wieder aufnehmen. Die Sparkassen betrieben ihre Geschäfte bereits im Jahr 1946 wieder komplett.
Anfang 1950 fusionierte die Kreissparkasse Wismar, die im April 1946 gegründet wurde und Sitz in Sternberg hatte, mit der Stadtsparkasse Wismar zur Kreis- und Stadtsparkasse Wismar. Die Kreissparkasse Schönberg war 1946 der Ersparnißanstalt Grevesmühlen und Sparkasse Rehna beigetreten. Diese verlegten am 20. März 1950 ihren Sitz nach Grevesmühlen und wurden am 18. September 1950 zur Kreissparkasse Grevesmühlen. 1952 kam es zu einer Verwaltungsreform, die dazu führte, dass die Kreis- und Stadtsparkasse Wismar in die Kreis- und Stadtsparkasse Sternberg und Stadt- und Kreissparkasse Wismar geteilt wurden. Die Hauptzweigstelle Rehna der Kreissparkasse Grevesmühlen wurde im selben Jahr der Kreissparkasse Gadebusch angeschlossen.
Durch die Kreisgebietsreform im Jahr 1994 wurde die Sparkasse Mecklenburg-Nordwest gegründet, diese entstand aus den Sparkassen in Gadebusch, Grevesmühlen und Wismar. Das dadurch entstandene Geschäftsgebiet deckte den Landkreis Nordwestmecklenburg und die Hansestadt Wismar ab. Am 11. Oktober 1996 übernahm die Sparkasse Mecklenburg-Nordwest die Geschäftsstelle in Warin mit Kunden und den Mitarbeitern von der Sparkasse Parchim-Lübz.

### Gesellschaftliches Engagement
Im Jahr 2009 richtete die Sparkasse die Stiftung der Sparkasse Mecklenburg-Nordwest ein. Die gemeinnützige Stiftung verfügt über ein Stiftungskapital von 2.180 Tsd. EUR und fördert im Landkreis Nordwestmecklenburg gemeinnützige Projekte und Vorhaben in den Bereichen Kunst und Kultur, Heimatkunde, Sport, Denkmalpflege, Kinder- und Jugendförderung, Umwelt und Natur sowie soziale Aufgaben.